# یاگودنه (شهرستان گاروولین)
یاگودنه (به لاتین: Jagodne) یک روستا در لهستان است که در گمینا گاروولین واقع شده‌است.